# .ma
A .ma Marokkó internetes legfelső szintű tartomány kódja, melyet 1993-ban hoztak létre. Helyi kapcsolattal kell rendelkeznie annak, aki a .ma vagy a .co.ma cím alá akar oldalt regisztráltatni. A többi végződésnél még szigorúbb feltételek vannak.

## Második szintű tartománykódok
- net.ma – internetszolgáltatóknak.
- ac.ma – oktatási intézményeknek.
- org.ma – nonprofit szervezeteknek.
- gov.ma – kormányzati intézményeknek.
- press.ma – sajtónak.
- co.ma – kereskedelmi szervezeteknek.